# (21419) Devience
(21419) Devience (1998 FP72) – planetoida z grupy pasa głównego asteroid okrążająca Słońce w ciągu 3,44 lat w średniej odległości 2,28 j.a. Odkryta 20 marca 1998 roku.